# 基奧溫泉 (加利福尼亞州)
基奧溫泉（英語：Keough Hot Springs）是位於美國加利福尼亞州因約縣的一個非建制地區。該地的面積和人口皆未知。

## 地理
基奧溫泉的座標為37°15′17″N 118°22′37″W / 37.25472°N 118.37694°W，而該地的平均海拔高度為1283米（即4209英尺）。